# Ceux du Tchad
Pour plus de détails, voir Fiche technique et Distribution.
Ceux du Tchad est un film français de court métrage réalisé en 1948 par Georges Régnier, sorti en 1949. 

## Synopsis
Nous sommes au Tchad en août 1940, dans un poste en pleine brousse. Trois jeunes lieutenants discutent de la suite des événements : la guerre est-elle définitivement perdue pour la France ou reste-t-il une lueur d'espoir ? Un commandant qui se mêle de la conversation leur dévoile les bases de la France libre que met en place un certain François Leclerc (en réalité Philippe Leclerc de Hauteclocque), l'envoyé du général Charles de Gaulle. Ceux qui doutaient encore en sont à présent convaincus : il faut continuer le combat.

## Fiche technique
- Titre : Ceux du Tchad
- Autre titre : Leclerc
- Réalisation : Georges Régnier
- Scénario : Marcel Achard
- Photographie : Robert-Léon Ruth, Georges Meunier
- Photographe de plateau : Georges Alépée
- Production : Association des anciens combattants de la 2e division
- Pays d'origine :  France
- Durée : 11 minutes
- Noir et Blanc, 35 mm (positif et négatif), son mono, format d'image : 1 x 1.37
- Date de sortie : 1949
- Visa : no 8558 (délivré le 9 février 1949)

## Distribution
- Gilbert Gil : un jeune lieutenant
- Robert Berri : un jeune lieutenant
- Jean Marais : un jeune lieutenant
- Henri Rollan : le commandant